# Austrophorocera upoluae
Austrophorocera upoluae là một loài ruồi trong họ Tachinidae.